# Eleutherococcus eleutheristylus
Eleutherococcus eleutheristylus är en araliaväxtart som först beskrevs av G.Hoo, och fick sitt nu gällande namn av Hiroyoshi Ohashi. Eleutherococcus eleutheristylus ingår i släktet Eleutherococcus och familjen Araliaceae.

## Underarter
Arten delas in i följande underarter:
- E. e. eleutheristylus
- E. e. simplex